# Gneo Ottavio (console 87 a.C.)
Gneo Ottavio (130 a.C. circa – Roma, 87 a.C.) è stato un console romano.

## Biografia

### Origini
Figlio dell'omonimo console del 128 a.C., proveniva dalla gens Octavia, una gens di origine plebea, che vide la sua ascesa con Gneo Ottavio Rufo, questore nel 230 a.C.; dal più giovane dei figli di Rufo ebbe origine il ramo equestre della gens, da cui proveniva Ottaviano Augusto. Invece dal primogenito Gneo Ottavio nacque il padre di Ottavio, il console del 128 a.C.

### Inizio della carriera
La data di nascita si può collocare intorno al 130 a.C.; Nel 100 a.C. Ottavio assunse le parti del Senato contro le azioni sovversive di Lucio Appuleio Saturnino; Cicerone infatti menziona gli Ottavi (i membri della sua gens) tra le famiglie che presero le armi dal magazzino pubblico contro il tribuno e i suoi sostenitori.
Anche se non si sa la data esatta, dopo essersi candidato, non riuscì ad essere eletto edile. Se si tiene conto delle disposizioni della lex Villia annalis e della data del suo consolato, deve aver ricoperto la pretura entro il 90 a.C., negli anni della guerra sociale; a causa di questo conflitto furono promulgate a Roma alcune leggi che concedevano la cittadinanza ad alcuni popoli italici, aggiungendo alcune tribù in cui avrebbero votato per ultimi, ritrovandosi così ad avere meno influenza. Nell'88 a.C. Gneo Ottavio si candidò al consolato; in quell'anno però i populares, attraverso il tribuno Publio Sulpicio Rufo, promulgarono alcune leggi che contrastavano apertamente le intenzioni del Senato: i nuovi cittadini furono distribuiti nelle vecchie tribù, ma, soprattutto, venne tolto il comando della guerra contro Mitridate VI del Ponto a Silla e affidato a Gaio Mario. Silla reagì marciando con le sue legioni su Roma, prendendone il controllo, reprimendo ogni tipo di opposizione e abrogando le riforme di Sulpicio (che uccise, mentre Mario fuggì in Africa); Ottavio risultò vincitore nelle elezioni al consolato per l'anno successivo insieme a Lucio Cornelio Cinna. Il fatto che Ottavio abbia vinto sembrerebbe indicare che non avesse preso una posizione ferma a favore di un partito o di un altro e probabilmente, come il suo collega, era in uno stato di neutralità.

### Consolato e morte
Dopo che nell'87 a.C. Silla partì da Roma per combattere contro Mitridate, Cinna aderì improvvisamente al programma politico dei riformisti e ripropose la legge sulla distribuzione dei nuovi cittadini nelle tribù. Questa legge incontrò l'aperta opposizione del Senato e il veto di alcuni tribuni. Cinna pertanto arrivò al punto di far affluire a Roma un gran numero di cittadini italici nel foro, per richiedere la revoca del veto; a questo punto Ottavio decise di assumersi la responsabilità di preservare la stabilità dello stato, riscontrando il supporto dei plebei della città e dell'aristocrazia senatoria.
I sostenitori di Cinna, che facevano pressione armati nel foro, furono attaccati da quelli di Ottavio. Le due fazioni si affrontarono in una sanguinosa battaglia: si narra che, ristabilito l'ordine, fu contata l'enorme cifra di 10 000 morti. Malgrado Cinna avesse dalla sua parte gli italici e gli schiavi, Ottavio ebbe la meglio, costringendo il suo collega alla fuga e dando origine ad un massacro. Il Senato perseguì i capi della rivolta e destituì Cinna dalla carica di console, sostituendolo con il flamine di Giove Lucio Cornelio Merula.
Cinna però, cercando sostegno nelle città vicine, riuscì a procurarsi un esercito e un seguito convincendo i soldati sotto il comando di Appio Claudio Pulcro a Capua, e trovò numerosi sostenitori, tra cui Gaio Mario il Giovane, Gneo Papirio Carbone e un giovane Quinto Sertorio. Ottavio e il Senato convocarono Gneo Pompeo Strabone a difesa della città, ma questi si fermò a Porta Collina e non intervenne subito a favore dell'Urbe. Anche Mario tornò dall'Africa con i suoi uomini e sbarcò in Etruria, unendosi a Cinna. Ottavio e il Senato si ritrovarono assediati e Ostia fu rasa al suolo. Allora tentarono di negoziare con i Sanniti e i Nolani un accordo, in modo tale da poter avere a disposizione l'esercito di Quinto Cecilio Metello Pio, che stava assediando Nola, ma le eccessive richieste di costoro mandarono in fumo le trattative. A Metello Pio fu comunque ordinato di recarsi in ausilio della città, lasciando una piccola guarnigione di Assedio. Ma questo piccolo contingente, comandato dal legato Plauzio, fu sconfitto dai Sanniti, che trovarono un accordo con Cinna.
L'organizzazione delle difese di Roma fu piuttosto lenta, secondo Plutarco "Ottavio danneggiava la sua stessa causa, non tanto per mancanza di abilità, quanto per un'osservanza troppo scrupolosa delle leggi, a seguito di cui trascurava incautamente i bisogni del momento". Un attentato a Pompeo Strabone iniziò a determinare l'intervento di quest'ultimo a favore degli assediati, ma un'epidemia negli eserciti dei difensori uccise lui, 11 000 dei suoi uomini e 6 000 di quelli di Ottavio. Metello Pio ordinò alle truppe di Pompeo di recarsi a Roma, da Ottavio, ma preferirono unirsi all'esercito di Cinna, riconoscendolo come console: nel primo scontro tra Metello Pio e Cinna, le loro truppe anziché combattersi si salutarono. Metello decise quindi di avviare i negoziati. Cinna fu riconosciuto come console, mentre Ottavio chiese come uniche condizioni di evitare lo spargimento di sangue, cosa a cui Cinna acconsentì, ma non Mario, che dal solo sguardo lasciò intendere le sue intenzioni. Entrati in città gli uomini di Mario fecero strage e tra le prime vittime vi fu Ottavio stesso, cui fu tagliata la testa da Gaio Marcio Censorino, che la presentò a Cinna, il quale ordinò di appenderla ai rostri.
(Appiano di Alessandria, Storia Romana, Guerre Civili, I, 71)
Plutarco lo descrive come un personaggio dalla buona reputazione politica e lo enumera tra gli antenati di Ottaviano Augusto.